# Rivière Huot
Pour les articles homonymes, voir Huot.
La rivière Huot est un affluent de la rivière Ruban, coulant du côté ouest de la rivière Saint-Maurice, en Haute-Mauricie, en traversant les cantons de Huot et de Lavigne, dans l'agglomération de La Tuque, dans la région administrative de la Mauricie, au Québec, au Canada.
Ce cours d'eau fait partie du bassin versant de la rivière Saint-Maurice laquelle se déverse à Trois-Rivières sur la rive nord du fleuve Saint-Laurent.
L’activité économique du bassin versant de la rivière Huot est la foresterie. Le cours de la rivière coule entièrement en zones forestières. La surface de la rivière est généralement gelée du début de décembre jusqu’au début d’avril.

## Géographie
La rivière Huot prend sa source à l’embouchure du lac Huot (longueur : 3,5 km ; altitude : 477 m), dans le canton de Huot, dans le territoire de La Tuque. Le contour de ce lac a forme complexe. Ce lac collecte par le biais d’un détroit de 250 m de long, les eaux du lac Weectigo (longueur : 3,1 km ; altitude : 477 m). Ce dernier reçoit les eaux du ruisseau Downs, de la décharge du lac Jamie et de la décharge d’un ensemble de lacs notamment Carter, Averett, Eddy, Pierre, Parker, Martha.
L’embouchure du lac Huot est située à 10,9 km au nord-ouest de la confluence de la rivière Huot, à 35 km au nord-ouest du centre du village de Weymontachie et à 126 km au nord-ouest du centre-ville de La Tuque.
À partir de sa source, la rivière Huot coule sur 20,9 km, selon les segments suivants :
- 1,7 km vers le sud-est dans le canton de Huot dans une vallée encaissée, jusqu’à la rive nord du lac Albert ;
- 3,0 km vers le sud-ouest en traversant en début de segment le lac Albert (longueur : 1,0 km ; altitude : 438 m) sur sa pleine longueur, puis deux autres petits lacs ;
- 2,5 km vers le sud-ouest, en traversant le lac Ponneton (longueur : 0,9 km ; altitude : 419 m) et le lac Sam (longueur : 1,8 km ; altitude : 419 m), lesquels sont contiguës. Ces lacs sont dans une petite vallée encaissée ; du côté est un sommet de montagne atteint 598 m ;
- 5,1 km vers le sud en parallèle du côté est de la limite du canton de Suzor, en serpentant jusqu’à la limite du canton de Lavigne ;
- 4,3 km vers le sud-est dans le canton de Lavigne, en serpentant jusqu’à la confluence de la rivière[2].

La rivière Huot se déverse dans le canton de Lavigne, dans un coude de rivière, sur la rive nord de la rivière Ruban. La confluence de la rivière Huot est située à :
- 0,5 km au nord du chemin de fer du Canadien National ;
- 1,3 km au nord-ouest du centre du hameau de Casey ;
- 30,4 km à l'est du centre du village de Parent ;
- 28,7 km à l'ouest du centre du village de Weymontachie ;
- 120 km au nord-ouest du centre-ville de La Tuque.

## Toponymie
Le toponyme rivière Huot a été officialisé le 5 décembre 1968 à la Commission de toponymie du Québec.